# Цивилизација Маја
Цивилизација Маја била је мезоамеричка цивилизација коју су развили народи Маја и која је била запажена по свом логограмском писму — најсофистициранијем и најразвијенијем систему писања у претколумбовској Америци — као и по својој умјетности, архитектури, математици, календару и астрономском систему. Цивилизација Маја развила се на подручју које данас обухвата југоисточни Мексико, цијелу Гватемалу и Белизе, као и западне дијелове Хондураса и Салвадора. Обухвата сјеверну низију Јукатана и висије Сијера Мадре де Чијапаса, мексичку државу Чијапас, јужну Гватемалу, Салвадор и јужне низије пацифичке приморске равнице. Израз „Маја” је скорашњи и односи се на различите народе који су насељавали ово подручје. Они за себе нису користили назив „Маја” и нису имали осјећај заједничког идентитета или политичког јединства. Данас њихови потомци, познати под заједничким називом Маје, броје више од 6 милиона појединаца, говоре више од 28 преживјелих мајанских језика и живе на готово истом подручју као и њихови преци.
У архаичном периоду, прије 2000. године прије н. е, дошло је до првих развоја на пољима пољопривреде и најранијих села. Предкласични период (отприлике од 2000. п. н. е. до 250. н. е.) забиљежена је успостава првих сложених друштава у регији Маја и узгој основних усјева мајанске исхране, укључујући кукуруз, пасуљ, тиквице и чили папричицу. Први градови Маја развили су се око 750. прије н. е, а до 500. п. н. е. ови градови су имали монументалну архитектуру, укључујући велике храмове са сложеним фасадама од штуке. Хијероглифско писање се користили у регији Маја до 3. вијека прије н. е. У касном предкласичном периоду у Петенском басену развио се низ великих градова, а град Камуналхују се истицао у Гватемалској висији. Од око 250. н. е, класични период у великој мјери је одликован мајанским подизањем скулптура са датумима дугог рачуна. У овом периоду цивилизација Маја је развила многе градове-државе повезане сложеном трговинском мрежом. У мајанском низоземљу два велика супарника, градови Тикал и Калакмул, постали су моћни. У класичном периоду дошло је и до наметљиве интервенције централног мексичког града Теотивакана у мајанску династичку политику. У 9. вијеку дошло је до широко распрострањеног политичког колапса у средишњој регији Маја, што је довело до међусобног сукоба, напуштања градова и кретањем становништва према сјеверу. У посткласичном периоду забиљежен је успон Чичен Ице на сјеверу и ширења агресивног Гумаркаха у Гватемалској висији. У 16. вијеку, Шпанска империја колонизовала је мезоамеричку регију, а током дугих низова похода пао је Тајасал 1697, посљедњи мајански град.
Власт током класичног период била је усредсређена на концепт „божанског краља”, за кога се сматрало да дјелује као посредник између смртника и натприродног царства. Краљевска титула се насљеђивала патрилинеарног, а власт је нормално прелазила на најстаријег сина. Очекивало се да ће будући краљ бити успјешан ратни вођа, као и владар. Затворени покровитељски системи били доминантна сила у мајанској политици, иако је начин на који је покровитељство утицало на политички састав краљевства варирало међу градовима-државама. До касног класичног периода, аристократија је постала бројнија, што је утицало на смањење претходно искључиве моћи краља. Маје су развиле софистициране умјетничке форме користећи и пропадљиве и непропадљиве материјале, укључујући дрво, жад, опсидијан, керамику, споменике од вајаног камена, штукатуре и фоне осликане мурале.
Мајански градови имали су тенденцију ненамјерног раста. Градска средишта састојала су се од церемонијалних и административних комплекса, окружених стамбених четврти неправилног облика у поступку ширења. Различити дијелови града често су били повезани насутим путевима. Архитектонски су градске грађевине укључивале палате, храмове пирамиде, церемонијална игралишта и грађевине посебно поравнате за астрономско посматрање. Мајанске елите биле су писмене и развиле су сложен систем хијероглифског писања. Њихов систем писања био је најнапреднији у претколумбовској Америци. Маје су своју историју и ритуално знање забиљежили у књигама, од који су остала само три неоспорна примјерка, а остатак су уништили Шпанци. Поред тога, на стелама и керамици може се наћи мноштво примјера мајанских текстова. Маје су развиле изузетно сложен низ међусобно повезаних ритуалних календара, а користили су математику која је садржала један од најранијих познатих случајева употребе нуле (0) у људској историји. Као дио своје религије, Маје су практиковале жртвовање људи.

## Мезоамерика
Цивилизација Маја се развила у оквиру мезоамеричког културног подручја, које покрива регију која се простире од сјеверног Мексика према југу до Средње Америке. Мезоамерика је била једна од шест колијевки цивилизација широм свијета. Подручје Мезоамерике изњедрило је низ културних догађаја у која се убрајају сложена друштва, пољопривреда, градови, монументална архитектура, писање и календарски системи. У скуп особина које дијеле мезоамеричке културе убрајају се познавање астрономије, крвно и људско жртвовање и космовизију која је свијет дијелила на четири одјељења усклађена са странама свијета, сваки са различитим атрибутима и троструком подјелом свијета на небески, земаљски и подземни.
До 6000. године прије н. е, рани становници Мезоамерике покушавали су припитомити биљке, поступак који је на крају довео до успостављања сталних аграрних друштава. Разнолика клима дозвољавала је велике разлика у доступним усјевима, али су сви крајеви Мезоамерике гајили основне усјеве кукуруза, пасуља и тиквица. Све мезоамеричке културе користиле су технологију каменог доба: послије 1000. године н. е. обрађивали су бакар, сребро и злато. Мезоамерика је имала недостатак теглећих животиња, није користила точак и посједовала је неколико припитомљених животиња; главна средства кретања била је пјешке или кануом. Мезоамериканци су свијет посматрали као непријатељски настројен и којим управљају непредвидива божанства. Ритуална мезоамеричка игра лоптом била је широко распрострањена. Мезоамерика је језички разнолика, а већина језика спада у мали број језичких породица — главне породице су мајанска, михе-соканска, ото-манга и јуто-астечка; постоји и низ мањих породица и изолата. Мезоамеричко језичко подручје дијели низ важних особина, укључујући широко распрострањене позајмљенице и употребе вигесималног бројевног система.
Територија Маја покривала је трећину Мезоамерике, а Маје су биле у динамичном односу са сусједним културама које су укључивале Олмеке, Миштеке, Теотивакан, Астеке и друге. Током раног класичног периода, градови Тикал и Камуналхују били су кључна мајанска средишта у мрежи која се простирала изван подручја Маја у висије средњег Мексика. Отприлике у исто вријеме, постојало је снажно присуство Маја у Тетитли у Теотивакану. Неколико вијекова касније, током 9. вијека н. е, мурали у Какаштли, другом налазишта у средишњим мексичким висијама, осликани су у мајанском стилу. Ово је можда био или покушај да се усклади са још увијек моћним мајансим подручјем након пропасти Теотивакана и проистекле политичке фрагментације у мексичкој висији, или покушај да се изрази далеко мајанско поријекло становника. Мајански град Чичен Ица и далека толтечка пријестоница Тула имали су посебно блиску везу.

## Географија
Цивилизација Маја заузимала је широку територију која је обухватала југоисточни Мексико и сјевер Средње Америке. Ово подручје је обухватала читаво полуострво Јукатан и цјелокупну територију на којој се данас налазе државе Гватемала и Белизе, као и западни дијелови Хондураса и Салвадора. Већи дио полуострва чини пространа равница са мало брда или планина и уопштено ниском обалом.
Регија Петен састоји се од густо пошумљене кречњачке равнице; ланац од четрнаест језера пролази средишњим ријечним сливом Петена. На југу се равница постепено уздиже ка Гватемалској висији. Густа шума покрива сјеверни Петен и Белизе, већи дио Кинтана Роа, јужни Кампече и јужни дио државе Јукатан. Сјеверније се вегетација претвара у нижу шуму која се састоји од густог грмља.
Приморска зона Соконуско лежи јужно од Сијера Мадре де Чијапаса, а састоји се од уске приобалне равнице и подножја Сијера Мадреа. Мајанска висија простире се на исток од Чијапаса до Гватемале, достижући свој највиши ниво у Сијера де лос Кучуматанесу. Главни претколумбовски популациони центри висије били су смјештени у највећим брдским долинама, као што су Гватемалска и Кетсалтенанго долина. У јужном дијелу висије, појас вулканских купола креће се паралелно с обалом Тихог океана. Висија се простире на сјеверу до Верапаза и постепено се спушта према истоку.

## Историја
Историја цивилизације Маја подијељена је на три главна периода: преткласични, класични и посткласични. Њима је претходио архаични период, током које су се појавила прва насеља и рани развој у пољопривреди. Савремени научници сматрају ове периоде произвољно подјелом хронологије Маја, умјесто да се указује на културну еволуцију или пад. Дефиниције датум почетка и завршетка периода могу се разликовати до једног вијека, у зависности од аутора.
| Период       | Подјела             | Подјела                   | Датуми                   |
| ------------ | ------------------- | ------------------------- | ------------------------ |
| Архаични     | Архаични            | Архаични                  | 8000—2000. п. н. е.      |
| Преткласични | Рани преткласични   | Рани преткласични         | 2000—1000. п. н. е.      |
| Преткласични | Средњи преткласични | Рани средњи преткласични  | 1000—600. п. н. е.       |
| Преткласични | Средњи преткласични | Касни средњи преткласични | 600—350. п. н. е.        |
| Преткласични | Касни преткласични  | Рани касни преткласични   | 350—1. п. н. е.          |
| Преткласични | Касни преткласични  | Касни касни преткласични  | 1. п. н. е. — 159. н. е. |
| Преткласични | Касни преткласични  | Терминални преткласични   | 159—250. н. е.           |
| Класични     | Рани класични       | Рани класични             | 250—550. н. е.           |
| Класични     | Касни класични      | Касни класични            | 550—830. н. е.           |
| Класични     | Терминални класични | Терминални класични       | 830—950. н. е.           |
| Посткласични | Рани посткласични   | Рани посткласични         | 950—1200. н. е.          |
| Посткласични | Касни посткласични  | Касни посткласични        | 1200—1539. н. е.         |
| Контакт      | Контакт             | Контакт                   | 1511—1697. н. е.         |

### Преткласични период (2000. п. н. е. — 250. н. е.)
Маје су свој прву цивилизацију развиле у преткласичном периоду. Научници и даље воде расправе о томе када је почело ово доба цивилизације Маја. Мајанско присуство у Квелу (данашњи Белизе) угљеничним датирањем одређено је 2600. године прије н. е. Насеља су основана око 1800. п. н. е. у регији Соконуско на обали Тихог океана, а Маје су већ обрађивале основне усјеве кукуруза, пасуља, тиквице и љуте папричице. Овај период карактеришу седентарне заједнице и увођење грнчарије и фигурица од печене глине.
Лидар истраживањем новооткривеног налазишта Агвада Феникс у мексичкој држави Табаско откривене су велике структуре за које се претпоставља да представљају церемонијални локалитет који датира између 1000. и 800. п. н. е. Извештај о истраживању за 2020. у часопису Nature сугерише његову употребу за церемонијално посматрање зимског и летњег солстиција, уз повезане свечаности и друштвена окупљања.
Током средњег преткласичног периода, мала села су почела расти и образовати градове. Накбе у департману Петен у Гватемали је најраније добро документован град у Мајанској низији, гдје велике грађевине датирају из око 750. п. н. е. Сјеверна низија Јукатана била је насељена у средњем преткласичном периоду. Рани владари Маја су око 400. п. н. е. подизали стеле. Развијено писмо се користило у Петену већ од 3. вијека прије н. е. У касном преткласичном периоду, огромни град Ел Мирадор порастао је приближно на 16 км². Иако не толико велик, Тикал је био значајан град већ око 350. године прије н. е.
На висији, Камуналхују постао је главно средиште у касном преткласичном периоду. Такалик Абах и Чокола била су два најважнија града на приобалној равници Тихог океана, а Комчен је постао важно мјесто на сјеверу Јукатана. Касна преткласична културна процват је прекинут у 1. вијеку н. е. и многи велики градови Маја из те епохе су напуштени; узрок овог пада је непознат.

### Класични период (250—950. н. е.)
Класични период је у великој мјери дефинисан као период током које су низијске Маје подизале датиране споменике користећи календар дугог рачуна. Овај период је означио врхунац велике градње и урбанизма, биљежења споменичких натписа и показао значајан интелектуални и умјетнички развој, нарочито у јужним низијским предјелима. Мајански политички пејзаж класичног периода упоређује се са ренесансном Италијом или класичном Грчком, са више градова-држава укључену у сложену мрежу савеза и непријатељстава. Највећи градови су имали од 50.000 до 120.000 становника и били су повезани мрежом помоћних мјеста.
Током раног класичног периода, градовима широм мајанске регије били су под утицајем велике метрополе Теотивакана у далекој Мексичкој долини. Теотивакан је 378. н. е. одлучно интервенисао у Тикалу и околним градовима, свргнуо њихове владаре и поставио нову династију коју је подржавао Теотивакан. Ову интервенцију је предводио Сијах Как („Рођен из ватре”), који је у Тикал стигао почетком 378. године. Краљ Тикала, Чак Ток Ичак I, преминуо је истог дана, сугеришући насилно преузимање власти. Годину дана касније, Сијах Как надгледао је постављање новог краља Јаш Нун Ајина I. Постављање нове династије довело је до периода политичке доминације када је Тикал постао најмоћнији град у средишњој низији.
Велики супарник Тикала био је Калакмул, још један моћни град из басена Петен. И Тикал и Калакмул су развили опсежни систем савезника и вазала; мањи градови који су ушли у једну од ових мрежа стекли су престиж удруживањем са важнијим градовима и одржавали мирне односе са осталим члановима исте мреже. Тикал и Калакмул учествовали су у маневрисању своје савезничке мреже против оне друге. У разним тачкама класичног периода, једна или друга од ових сила би стекла стратешку побједу над својим великим супарником, што би резултирало одређеним периода процвата или опадања.
Балах Чан Кавил, син краља Кинич Муван Јола II, послат је 629. да оснује нови град у Дос Пиласу у регији Петексбатун, очигледно као предстражу за ширење моћи Тикала изван домета Калакмула. Сљедеће двије деценије одано се борио за свог брата и господара Тикала. Краљ Калакмула Јукном Чен II заробио је Балах Чен Кавила 648. године, а затим га вратио на пријесто Дос Пиласа, али сада као вазала Калакмула. Након тога служио је као одани савезник Калакмула.
На југоистоку, Копан је био најважнији град. Династију из класичног периода основао је Кинич Јаш Кук Мо 426. године. Нови краљ је имао јаке везе са средишњим Петеном и Теотикваном. Копан је достигао врхунац свог културног и умјетничког развоја током владавине Вашаклахун Убах Кавила, који је владао од 695. до 738. године. Његова владавине завршила се катастрофално када га је заробио његов вазал, краљ Киригве Как Тилив Чан Јопат. Заробљени владар Копана враћен је у Киригву и обезглављен је у јавном ритуалу. Вјероватно је овај преврат имао подршку Калакмула, како би ослабио моћног савезника Тикала. Паленке и Јашчилан били су најмоћнији градови у регији Усумасинта. На висији, Камуналхују у Гватемалској долини био је простран град већ од 300. године. На сјеверу мајанске регије, Коба је била најважнија пријестоница.

#### Пад Маја
Током 9. вијека н. е, средишња мајанска регија претрпјела је велики политички пад, обиљежен напуштањем градова, окончањем династија и промјеном активности ка сјеверу. Ниједна универзално прихваћена теорија не објашњава овај пад, али је вјероватно имао комбинацију узрока, укључујући ендемски међусобни сукоб, пренасељеност која је резултирала озбиљном деградацијом животне средине и сушу. Током овог периода, познатог као терминални класични период, сјеверни градови Чичен Ица и Ушмал показали су повећани активност. Велики градови на сјеверу Јукатана остали су насељени дуго након што су градови јужне низије престали да подижу споменике.
Класична друштвена организација Маја заснивала се на ритуалном ауторитету владара, а не на средишњој контроли трговине и дистрибуције хране. Овај модел владавине био је лоше структуриран да одговори на промјене, јер су владарске акције традицијом биле ограничене на активности као што су градња, ритуали и ратовање. Ово је само погоршало системске проблеме. До 9—10. вијека ово је резултирало урушавањем оваквог система владавине. На сјеверном Јукатану, појединачну владавину замијенило је владајући савјет формирано од елитних лоза. У јужном Јукатану и средишњем Петену краљевства су опадала; у западном Петену и неким другим областима промјене су биле катастрофалне и резултирале су брзом депопулацијом градова. У року од неколико генерација, велики дијелови средишњем мајанске регије били су готово напуштени. И пријестонице и њихови секундарни центри углавном су напуштени у периоду од 50 до 100 година. Градови су један по један престали да вајају датиране споменике; посљедњи датум дугог рачуна био је уписан у Тонини 909. године. Стеле више нису подизане, а беземљаши су се уселили у напуштене краљевске палате. Мезоамерички трговински путеви су помјерени и заобилазили су Петен.

### Посткласични период (950—1539. н. е.)
Иако знатно смањено, значајно присуство Маја опстало је у посткласичном периоду након напуштања великих градова након класичног периода; становништво је било нарочито концентрисано у близини сталних извора воде. За разлику од претходних циклуса контракције у мајанској регији, напуштена земља није брзо насељена у посткласичном периоду. Активност је преусмјерена на сјеверну низију и мајанску висију; то је можда укључивало миграцију из јужне низије, јер су многе посткласичне групе Маја имале митове о миграцији. Чичен Ица и њени сусједи из регије Пук драматично су опали у 11. вијеку, а то може представљати посљедњу епизоду пада класичног периода. Послије пропадања Чичен Ице, мајанској регији је недостајала доминантна сила све до успона града Мајапана у 12. вијеку. Нови градови су настала у близини карипских и заливских обала, а формиране су и нове трговачке мреже.
Посткласични период обиљежиле су промјене у односу на претходни класични период. Некада велики град Камуналхују у Гватемалској долини напуштен је након скоро 2000 година непрекидног насељавања. Преко висије и сусједне обале Тихог океана, дуго насељавани градови на изложеним локацијама су пресељени, очигледно усљед повећања непријатељстава. Градови су заузели лакше одбрамбене положаје на врховима брда окруженим дубоким јаругама, а заштиту коју им пружа природни терен понекад су допуњавали одбрамбени системи сачињени од јарка и зидина. У то вријеме најважнији град Гватемалске висије био је Кумарках, пријестоница агресивног Киче краљевства. Влада мајанских држава, од Јукатана до Гватемалске висије, често је као заједничку власт организовало вијеће. Међутим, у пракси један је члан вијећа могао да дјелује као врховни владар, док су му други чланови служили као савјетници.
Мајапан је напуштен око 1448, након периода политичких, друштвених и еколошких турбуленција коју су на много начина биле наставак пада у класичном периоду у јужној мајанској регији. Напуштање градова пратио је период дуготрајних непријатељстава, болести и природних катастрофа на Јукатану, који се завршио тек мало прије контакта са Шпанцима 1511. године. Чак и без доминантне регионалне пријестонице, рани шпански истраживачи извјештавали су о богатим приморским градовима и благодатним пијацама. Током касног посткласичног периода, Јукатан је био подијељен на низ независних покрајина које су дијелиле заједничку културу, али су се разликовале по унутрашњој друштвено-политичкој организацији. Пред шпанско освајање, Гветемалским висијама доминирало је неколико моћних мајанских држава. Киче су створиле мало царство које покривало велики дио западне Гватемалске висије и сусједне приобалне равнице Тихог океана. Међутим, у деценијама прије шпанске инвазије, краљевство Какчикел помало је нападало краљевство Киче.

### Период контакта и шпанско освајање (1511—1697. н. е.)
У Карибима је 1511. дошло до бродолома шпанске каравеле, а десетак преживјелих се домогло обале Јукатана. Заробио их је мајански обласни господар, а већина је жртвована, док су двојица успјела да побјегну. Од 1517. до 1519, три одвојене шпанске експедиције истраживале су обале Јукатана и учествовале у бројним борбама са Мајама. Након што је астечка пријестоница Теночтитлан пала у руке Шпанаца 1521, Ернан Кортес послао је Педра де Алварада у Гватемалу са 180 коњаника, 300 пјешадинаца, 4 топа и неколико хиљада савезничких ратника из средишњег Мексика; у Соконуско су стигли 1523. године. Пријестоницу Киче краљевства Кумарках, Педро је освојио 1524. године. Недуго послије, Шпанци су позвани као савезници у Ишимче, пријестоницу Какчикел Маја. Добри односи нису потрајали због превеликих шпанских захтјева за златом као трибута, а град је напуштен неколико мјесеци касније. Услиједио је пад Сакулеа 1525, пријестонице Мам Маја. Франсиско де Монтехо и његов син, Франсиско млађи, покренули су дуги низ похода против субјеката на Јукатану 1527, а сјеверни дио полуострва је коначно освојен 1546. године. Независна су остала само мајанска краљевства у басену Петен. Мартин де Урсуа покренуо је 1697. напад на пријестоницу Ица Маја Нохпетен и тиме је посљедњи независни мајански град припао Шпанцима.

### Истрајност мајанске културе
Шпанско освајање одузело је већину карактеристика цивилизације Маја. Међутим, многа села Маја остала су удаљена од шпанске колонијалне власти и већином су наставила да воде своја посла. Заједнице Маја и ужа породица одржавале су свој традиционални свакодневни живот. Основна мезоамеричка исхрана кукурузом и пасуљем је настављена, иако је пољопривредна производња побољшана увођењем челичних алата. И даље су се бавили традиционалним занатима, попут ткања, грнчарије и корпарство. Тржишта заједница и трговина локалним производима наставили су се дуго након освајања. Понекад је колонијална администрација подстицала традиционалну економију како би извукла трибут у облику керамике или памучног текстила, мада су они обично рађени по европским спецификацијама. Увјерења и језик Маја показали су се отпорним на промијене, упркос снажним напорима католичких мисионара. Ритуални календар цолкин од 260 дана и даље се користи у савременим заједницама Маја у висијама Гватемале и Чијапаса, а милиони говорника мајанског језика насељавају територију на којој су њихове преци развили цивилизацију.

## Друштвено-политичка структура
Друштвено-политичка организација цивилизације Маја била је заснована на хијерархији са краљем на врху. Власт врховног поглавара била је наследна.
Владајућу класу чинили су краљ и државни савет. Државни савет је помагао краљу у грађанским, војним и верским управљањима.
Административни чиновници били су на високој позицији у друштву, одмах после владајуће класе.
Свештеници су тумачили вољу богова и живели су у додиру са сељанима. Били су и изванредни астрономи. Унапред би објављивали помрачења, одређивали планетарне циклусе, рачунали дане, месеце, године и предузимали разне мере не би ли одобровољили богове и одложили смак света. Желели су да друштво схвати важност њихове улоге посредника између богова и људи, и да се улепшају обредна средишта у којима врше ту улогу. 
Размена производа вршила се преко бројних водених и копнених трговачких путева. Трговци су увозили бакар, сребро и друге производе.
Професионалну војску чинили су ратници.
Сеоско становништво је било извор радне снаге. Обрађивали су земљу, градили пирамиде и храмове. Поред тога морали су да доприносе и одбрани града. Образовали су тело војника-грађана и пружали војне услуге.
Робови и ратни заробљеници били су приношени као жртве боговима.

## Религија и наука

### Религија
Религија је била од великог значаја за цивилизацију Маја. Осим њеног утицаја у свакодневном животу, пољопривредним обредима, јавним церемонијама, утицала је на уметност и културу. Веровали су у више богова, тако да им је религија била политеистичка. Сматрали су да су богови ти који им дају живот, здравље и храну, те су им приносили жртве, које су чиниле важан део култа. Осим приношења намирница боговима, у посткласичној епохи као жртве приносили су се и људи. Значајну улогу у свим религијским веровањима имао је тамјан, као и плес. Маје су веровале да је душа бесмртна и да наставља да живи после смрти.

### Богови
Моћ богова била је ограничена, јер се изнад њих налазила космичка моћ. Двојство је било карактеристично за богове. Божанства су могла бити мушка или женска, добра или лоша, стара или млада, у зависности од околности. Главни богови Маја били су: Унаб Ку (шп. Hunab Kú), његов син (шп. Itzamná), Кукулкан (шп. Kukulkán), Ћак (шп. Chac). Унаб Ку (његово име је значило „само један бог“) је био бог створитељ. Он је био створитељ живота, човечанства, као и отац и господар свих богова. Његов син (шп. Itzamná) био је господар неба, ноћи и дана. Кукулкан је представљао бога ветра, такође познатог као „Перната змија“. Ћак је био бог кише. Поред ових богова, Маје су имале и богове кукуруза, сунца, месеца, смрти и друге мање познате богове.

### Календар
За разлику од других раних високих цивилизација, Маје су имале две врсте календара: Тсолк'ин(Tzolk'in) и Хааб(Haab'). Људи су се зависно од класе различито опходили према времену и календару. Интелектуална елита свештеника календара и астронома је била добро упозната са свим детаљима различитих календара, док су обичним људима била сасвим довољна основна знања. 
Тсолк'ин је ритуални календар, повремено зван и свети круг, који обухвата 260 дана. Његови описи дана се састоје из комбинације броја од један до тринаест, са једним од двадесет назива за дане. Ти називи дана гласе: Имикс (Imix'), Ик' (Ik'), Ак'бал (Ak'bal), К'ан (K'an), Чикчан (Chikchan), Кими (Kimi), Маник' (Manik'), Ламат (Lamat), Мулук (Muluk), Ок (Ok), Чувен (Chuwen), Еб (Eb'), Бен (B'en), Хикс (Ix), Мен (Men), Киб (K'ib'), Кабан (Kab'an), Етс'наб (Etz'nab'), Кавак (Kawak), Ајав (Ajaw). Један Тсолк'ин-круг почиње са даном 1 Имикс и завршава се са даном 13 Ајав, да би потом почео из почетка.
Корени ритуалног календара су далекосежни. Први докази о постојању овог календара везују се за VII век пре Христа, иако неки од истраживача сматрају да почеци календара датирају од почетка насељавања, око 2000. п. н. е. Оно што је сигурно јесте да Маје нису измислиле овај први календар, јер је он коришћен још пре њиховог времена.
Ништа мање спорно питање, од корена ритуалног календара, није и зашто обухвата 260 дана. Узимајући у обзир значај бројева и њихов свети, магични карактер код Маја, трајање Тсолк'ин-а би могло да се заснива на томе што су 13 и 20 били свети бројеви, па је њихов производ служио као мерило времена. Поред овога, 260 дана отприлике одговара трајању једне трудноће, која истина траје 267 дана, али оквирни број дана је заокружен на први дељив број са 20. Ова теза је дуго била одбијана, међутим значајне податке пружају Маје данашњице који и сада користе ритуални календар и повезују га искључиво са трудноћом. И напослетку, постоји претпоставка да је календар Маја заснован на циклусима Венере која се појављује као зорњача или вечерњача. Њен циклус од отприлике 584 дана обухвата две краће фазе: када је звезда скривена људском оку, јер је Сунце прекрива или надјачава сјајем, док је преосталих 260 дана видљива и ујутру и увече.
Други календар јесте Хааб, који отприлике одговара нашој соларној години. Садржи осамнаест пуних месеци по имену винал (vinal), који су имали по 20 дана и били су другачије нумерисани него што би то било очекивано: сваки месец почиње даном 1, али последњи се означава бројем 0 и именом следећег месеца, јер се по схватању Маја већ припремао за крај месеца или сместао. Према томе, број 20 није присутан у Хааб-у. Тих осамнаест пуних месеци Хааб-а су се звали: Поп (Pop), Во (Wo), Сип (Sip), Сотс' (Sotz'), Сек (Sek), Ксул (Xul), Јакск'ин (Yaxk'in), Мол (Mol), Ч'ен (Ch'en), Јакс (Yax), Цак (Sac), Кеј (Keh), Мак (Mak), К'анк'ин (K'ank'in), Муван (Muwan), Пакс (Pax), К'ајаб (K'ayab') и Кумк'у (Kumk'u).
Из овога произилази 360 дана на које се додаје месец за одмор од пет дана ради изједначавања са соларном годином као у египатском календару. Овај кратки месец се зове Вајеб(Wayeb) и његових пет Вај-дана су сматрани злослутним. 
Најранији докази за Хааб потичу из времена око 100 година пре Христа, пет векова након што је Тсолк'ин оставио своје трагове. Пошто Маје нису знале за разломке, као Римљани, морали су да упоређују циклусе различитих небеских тела све док се код сваког од њих круг није затварао са једним пуним даном. Чак и без разломака, Маје су биле у стању да боље срачунају трајање соларне године, него што је то могао јулијански календар, који је тада коришћен у Европи. У томе им је помогло праћење месечевих фаза током неколико генерација и њихов однос према соларној години.

### Математика
Маје су за бројеве примењивале један врло једноставан принцип: од један до четири су бројеви изражавани одговарајућим бројем тачкица, док је петица била представљана једном цртом. Црте су стављане или једна поред друге или једна испод друге, а тачке лево од њих или изнад њих, као ред или као колона тачкица. Већи бројеви су стајали у паровима једни изнад других, и на тај начин су чинили две колоне одозго надоле у силазној вредности. А пошто је највећа наведена вредност једног положаја била 20, у једном 'броју' се никада нису појављивале више од четири тачке или стубаца.
Бројеви су могли да се пишу и као такозвани главоглифи. Главоглифи су били представљени главом неког од божанстава које је било повезивано са одговарајућим бројем. Они се могу видети на најсложенијим монументалним резбаријама. 
Такође, за разлику од Римљана, Маје нису знале за разломке и стога ни за негативне бројеве. То што су разломци били непознати објашњава настанак енормно великих јединица времена како би се усагласили различити циклуси – тако што се трагало за најмањим заједничким множитељем. Нејасно је, међутим, да ли су Маје стварно множиле или су множење рачунали као сабирање, јер за праксу рачунања недостају подаци, пошто оно мало сачуваног материјала приказује само резултате.

## Уметност
Уметност Маја представља одраз њиховог начина живота и богате културе. Она обухвата многобројне цртеже и слике, плитки и дубоки рељеф у дрвету, камену, глини, жаду, као и фигурице од глине. Иако су знали како да обрађују метале, ретко су их налазили, па су их користили само за украшавање. На престолима и муралима, као и на полихромној керамици, могу се видети угравиране сцене из свакодневног живота Маја, а на стелама уклесани натписи о њиховим подвизима у биткама. Осим тога, музика је била врло цењена, па су се на крају сваке јавне церемоније изводили позоришни комади.

### Скулптура
Мајанска скулптура обухвата олтаре, стеле, споменике, греде од дрвета и камена, различите фигурице... Најпознатија врста скулптуре су стеле, односно огромне камене плоче које приказују владаре или богове. Надгробне стеле су величанствена дела, а најпознатије су оне из Тикала, Копана, Киригуе и Кобана. Највећа стела мајанске уметности свакако је стела Е из Киригуе, која је тешка 65 тона и висока 10,5m.

### Керамика
За разлику од споменика, који су били намењени свима, керамика је била живописнија и допуштала је уметницима да се у потпуности препусте машти. Грчка керамичка уметност била је одличног квалитета, али је њихов стил, у поређењу са мајанским, био монотон. Баш као и Кинези и Грци, и Маје су потписивале своја дела јер она нису припадала једној култури и народу, већ су била њихово лично достигнуће. Пронађене су различите врсте керамике доброг квалитета, као што су ћупови за чување есенције и лекова, кадионице, урне... Најлепша керамика назива се кодекс. На њој се могу видети најразличитији мотиви, од овоземаљских до митолошких, док су фигурице прављене ручно или уз помоћ калупа. Обичну керамику Маје су користиле током дана, а посебну на церемонијама. Посебна врста керамике која се назива шп. Pobellon Moldeado Tallado појавила се на територијама Петена и Белизеа током посткласичног периода. Мотиви Маја, али и других народа којима је била осликана, представљају наговештај пропасти ове цивилизације.

### Мурали
Иако су Маје биле изузетни сликари, важно место у њиховом животу заузимали су мурали, које су обично сликале на утврђењима или пећинама. Користиле су природне боје и минерале, а називане су „aj tz'ibob“ („они који сликају“). Биле су не само вешти сликари већ и одлични познаваоци калиграфије.

## Архитектура
Градови Маја подизани су у низијама. Највећи градови били су прилично густо насељени. Ретко су били распоређени у правилне мреже и сматра се да су се развијали неплански. Велеград се састојао из три дела, из градског центра, околине и засеока. Градски центар је представљао средиште владајуће класе. Истицала се архитектура пирамида, храмова, астрономских опсерваторија, палата, терена за игру лоптом и станова занатлија или трговаца, који су били на услузи владајућој класи. Све ово је било саграђено од камена прекривеног стуком. Маје су биле у стању да руше храмове и палате и да их граде поново. Због таквог насумичног начина градње, данас је веома тешко одредити тачне границе њихових градова. Градови су такође чинили независне политичке целине, подсећали су на градове-држава античке Грчке. Неки градови били су окружени одбрамбеним каналима и зидинама, иако су градске зидине биле ретка појава код Маја. Архитектуру Маја карактерише посебан осећај за декорацију и уметност, изражен кроз рељефе и зидно сликарство. Типичан град Маја класичног периода састојао се од серија степенастих платформи на којима су се зидале грађевине. Такве структуре окруживале су велике тргове и паркове. Доста градова имало је и плесне подијуме, неки су имали јавна купатила. Важнији градови имали су спомен-плоче и споменике подигнуте на поплочаним трговима или улицама, обично испред важних храмова и палата. Спомен-плоче су се налазиле на малим платформама и обично се испред њих налазио низак, на врху раван, олтар. Сељани су живели изоловано у околини, у засеоцима, подижући насеља. Њихове куће биле су доста скромне, сачињене од блата и прућа. У њиховој близини није било јавних служби, као што су храмови, пијаце, итд. Због тога, сваки пут када би им нешто било потребно, морали су да иду у градски центар.

### Тикал
Тикал (шп. Tikal) је био политички главни град Петена 300. н.е. Био је највећи град Маја у прашуми. Површина градског центра износила је 16 km². У њему се налазило више од 10 хиљада појединачних грађевина, од храмова-пирамида до колиба са кровом од плетеног прућа. Процењено је да је Тикал имао око 60 хиљада становника. У Тикалу су велике грађевине вероватно биле повезане каменим путевима и пролазима. Храмови-пирамиде били су најпознатије грађевине града Маја класичног периода. Налазили су се на великом централном тргу, имали су једну или више просторија и биле су уске. Представљали су место окупљања за оне који су тражили помоћ од богова, грађене су на ручно клесаним блоковима кречњака. Маје су успеле да подигну низ пирамида, на чијим су се врховима уздизали храмови. Тикал је поседовао богата налазишта кремена, а и био је близу рудника опсидијана. У Тикалу се такође узгајао и какао. Ови производи били су намењени размени са другим градовима. Тикал је имао и велике вештачке резервоаре за воду, које су становници чували за сушне сезоне.

### Ћићен-Ица
Ћићен-Ица (шп. Chichén Itzá) се налазила на северу полуострва Јукатан. Била је окружена природним резервоарима за воду, од којих је један био коришћен за приношење људских жртава. Најзнаменитија грађевина церемонијалног центра био је Замак. Овај храм је посвећен Кикулкану, богу-хероју Толтека, или Кецалкоатлу Наца који је починио грех јер је напустио свој народ и потражио склониште са својим следбеницима у неплодним областима Јукатана. Досељеници су се помешали са групама Маја и на тај начин је настао град Ћићен-Ица. Цела његова структура названа је према доминантном мотиву перната „змија“. Осим Замка, истичу се и многобројни споменици који су важни за мајанску религију и културу.

### Ел Мирадор
Град-држава Ел Мирадор се простирао у мочварном басену северне Гватемале. Његово име преведено са шпанског значи видик. На свом врхунцу био је седиште пољопривредне, трговачке и економске моћи. Свој развој дугује способности мајанске цивилизације да се избори са сушом, развијајући системе за наводњавање дугачке и до два километра. Поред обезбеђивања земљишта водом, становници Ел Мирадора су успешно вршили и ђубрење земљишта мочварним муљем, сто им је омогућавало успешну и богату жетву сваке године, а њиховом граду просперитет. Кровови скоро сваке грађевине имали су базене у које се сакупљала кишници и допремала до просторија. Поред система за наводњавање, Ел Мирадор је имао развијену мрежу путева и улица, прекривених гипсом. Улице су повезивале многобројне тргове и важне архитектонске грађевине. Путеви су повезивали град са осталим мањим насељима у његовој околини, а он је сам имао контролу над њима и развио се у државни центар читаве области која се простирала на четири хиљаде квадратних метара.
Захваљујући мрежи путева развијена је трговина. Из околних места увожен је опсидијан, жад, базалт, со, гранит, а извожено је дрво које је расло у околини града. За разлику од првих седелачких насеља која су била заснована на једнакости, подела друштва у Ел Мирадору је била хијерархијски организована. Дарови пронађени у гробницама владајуће елите сведоче о поприличној раслојености становништва. Постоје индикације да је у периоду успона Ел Мирадора дошло до развоја два карактеристична културна елемента хијероглифског писма и вајарског стила који ће бити усавршен у класичном периоду развоја мајанске цивилизације. Оно што је важно напоменути када је у питању Ел Мирадор то је да је овај град имао конституисану политичку и привредну организацију и развијен монетарни систем који се заснивао на шкољкама. Захваљујући развоју пољопривреде усавршена је астрономија и математика. Важне догађаје и дешавања у држави бележили су писари на каменим плочама званим стеле. На једној таквој стели пронађен је запис мајанске свете књиге Попол Вуха. У градском језгру подизане су палате, храмови, тргови и платформе обложене гипсом. На свом врхунцу Ел Мирадор је бројао око двеста хиљада становника. Панорамом града доминирао је храм Ел Данте, са својих седамдесет метара висине представља највећу пирамиду икада саграђену. Ел Данте преведен са шпанског значи тапир. Храм је био обложен гипсаним малтером и као све грађевине у граду обојен црвеном бојом. За народ Маја црвена боја је симболизовала уливање живота у камен. У подножју пирамиде налазе се рељефи јагуара и лешинара што симболизује моћ владара. Становници Ел Мирадора су храмове сматрали светим брдом, домом богова, извором енергије, социјалног поретка, снаге и моћи.

## Књижевност

### Језик и писменост
Маје су развиле свој систем писма који се састојао од идеографских и фонетских елемената. Представљано је помоћу хијероглифа који заправо нису ни у каквој вези са египћанским хијероглифима. Само владајућа класа и свештеници су били довољно образовани да би познавали писмо. Користили су га да би бележили историјске догађаје, религиозне церемоније, имена краљева, датуме, астрономију, математику. 
Мајански хијероглифи су представљани са две врсте натписа, један нормалан, а други у облику главе. Њихов језик је припадао групи маја-киће (-maya quiché-) породице маја-соке (-maya zoque-). Док наше писмо фонетског карактера броји између 20 и 30 графема (слова), мајанско се састоји од отприлике 800 знакова који не представљају једно слово, већ један слог. Због тога мајанско писмо спада у силабичка. 
Један мајански знак може да се прочита на неколико начина, тако да су писци могли да користе на пример пет различитих знакова за слог БА.

### Поезија
Најзначајније дело поезије које је нама познато „Књига песама из Дзитбалћеа“ , другачије названо „Књига плесова древних људи, обичајно извођених овде у народу, док још нису стигли белци“, састоји се од 15 песама или спевова. Те песме су обично пратиле неки плес или игру. Ово дело је откривено у Мериди (Мексико) 1942. године. Алфредо Барера Васкес , истакнути стручњак за језик Маја, објавио га је 1964. године. Он сматра да су ове песме заправо приче, које су записане у стиховима. Ови спевови су епско-религиозног, лирског и херојског карактера.

### Позориште
Позориште Маја, Науа (Nahua) и Атека (Astecas) било је веома слично. Састојало се од игре, песме и пантомиме. До нас није стигло много позоришних дела. Једно од ретких је „Рабинал Аћи” (Rabinal Achí) или „Игра уз бубањ”. У овом делу се ради о заробљеништву и жртвовању једног ратника из Рабинала у 15. веку. Стил овог комада је херојски и монотон, говор је архаичан и врло неразумљив.
Друго нама познато дело се зове „Саки ку ашол” (Zaqui Q аxоl). Оно представља плес о конкисти. Дијалог се одвија између староседеоца који говоре језиком киће (quiché) и конкистадора који говоре неким шпанским-маја језиком.

### Проза
Књижевност Маја је била усмена, апстрактна и симболичка. Иза себе су оставили многе кодексе (рукописе) који су илустровани глифима. Упркос многим разарањима и уништавањима током шпанских освајања, до данашњег дана су преживела 4 кодекса.
1. Кодекс из Дрездена (Codex Dresdensis) – Налази се у Краљевској библиотеци у Дрездену (Њемачка)
2. Персијански кодекс – Налази се у Националној библиотеци у Паризу (Француска)
3. Тро-кортенскијански кодекс – Налази се у Музеју Америке у Мадриду (Шпанија)
4. Кодекс Гролијер – Налази се у Њујорку, али је сумњиве аутентичности.

Помоћу ових кодекса можемо да сагледамо сложеност мајанске цивилизације, али нажалост, ниједан од ових кодекса не говори заправо о њиховој историји. Кодекс из Дрездена је расправа о астрономији, Тро-кортенскијански је у основи књига за прорицање која је била намењена свештеницима као помоћ у предсказању. Персијански кодекс је ритуалан, и само је један фрагмент сачуван.
Маје су за писање користиле кору дрвета (copó) коју су претварале у кашу и на тај начин добијале неку врсту папира коју су касније пресвлачиле гипсом да би по њој могле да цртају. Они су били великих димензија и склапали су се попут паравана. Обе стране тог папира биле су премазиване белим кречом да би по њима могло да се слика у различитим бојама. Читало се слева надесно, у истом хоризонталном делу, све док се тема не заврши. Стране су одвајане црвеним хоризонталним линијама.
Ћилам Балам (шп. Chilam Balam) је рукопис настао на Јукатану током века који је следио конкисту. Ћилам (Chilam) је реч која се користила за свештенике који су били врачеви, мудраци или пророци, а Балам (Balam) је био најпознатији мајански свештеник који је предвидео долазак људи друге вере тј. конкистадора. Осим тога, реч Балам је означавала и „Јагуара“ или нешто скривено и тајанствено. 
Могуће је да је постојало доста рукописа ове врсте, мада ми данас познајемо само неколико. Разликују се по имену народа у ком су настали, а познати су делови само десетак књига, од којих су најзначајније Књиге Ћилам Балам из Манија, Тисимина, Ћумајела, Кауа, Ишила... Староседелачке хорнике које описују догађаје из историје Маја, сеобе, ритуале, најзначајнији су делови Књига Ћилам Балам.
Попол Вух (шп. Popol Vuh) или Књига савета, најстарији је познати документ о историји човечанства. Написан је пре хиндуистичке Риг Веди (Rig Vedi) и персијске Зенд Авести (Zend Avesti). У себе укључује и делове из космологије, религије и митологије народа Киће (Quiché), а главне теме су отпор народа Киће пред нападом Педра де Алвадра (Pedro de Alvadro), шпанског конкистадора и уништење Утатлана (Utatlán), главног града. До средине 16. века се преносило усменим путем све док га није један староседелац записао на језику киће, али латиничним писмом. Овај рукопис је открио отац Франциско Хименес (Franciscko Himenes). Он га је превео и објавио 1722. године. Попул Вух је више пута превођен на шпански и на многе друге језике. Један од преводилаца на шпански језик био је и гватемалски нобеловац Мигел Анхел Астуријас (Miguel Angel Asturias). 
У овој књизи se издвајају 3 дела. Први говори о историји стварања света и човека, други о пустоловинама митских личности, а трећи о народима који припремају прогон и сеобе након пада Старог царства Маја. Читајући Попол Вух можемо се упознати са развојем идеја, уметности, наука и опште културе староседелачких народа Америке. Попол Вух је симболичког карактера и кроз митове од којих је састављен се може протумачити историја народа Киће и све етапе кроз које је он пролазио.